# إدارة الحلفاء لليبيا
احتلال قوات الحلفاء لليبيا (بالإنجليزية: Allied occupation of Libya)‏ (بالإيطالية: Occupazione alleata della Libia)‏ ، هي احتلال ليبيا العسكرية التي استولت عليها القوات البريطانية في الأراضي الليبية، وذلك بعد هزيمة الجيش الملكي الإيطالي والجيش الألماني في فترة الحرب العالمية الثانية عام 1942م، وانتهت فترة الاحتلال لضم مملكة ليبيا سنة 1951م.